# SA-104
La carretera SA-104 es una carretera de la Red Complementaria Local de la Junta de Castilla y León que une Guijuelo con el Límite de Provincia de Ávila.
Atraviesa las localidades salmantinas de Guijuelo, Cespedosa de Tormes, Bercimuelle y Gallegos de Solmirón.
- Es la carretera que une Madrid, Ávila, con Guijuelo.

- En estos últimos años se ha realizado una rotonda al paso por Cespedosa de Tormes, eliminando un punto conflictivo en la intersección principal de la localidad.

- El punto más conflictivo es el paso sobre el río Tormes, el puente que sirve para cruzar es el único tramo de la carretera en la que no existe línea central divisora de carriles.

## Recorrido
La carretera SA-104 tiene su origen en la intersección con la carretera N-630 en Guijuelo y termina en el Límite de la Provincia de Ávila, continuando por la carretera AV-104 en el término municipal de Gallegos de Solmirón formando parte de la Red de carreteras de Salamanca.
| Guijuelo (Intersección con ) - Límite de la Provincia de Ávila (Continuación por ) | Guijuelo (Intersección con ) - Límite de la Provincia de Ávila (Continuación por ) | Guijuelo (Intersección con ) - Límite de la Provincia de Ávila (Continuación por ) | Guijuelo (Intersección con ) - Límite de la Provincia de Ávila (Continuación por ) | Guijuelo (Intersección con ) - Límite de la Provincia de Ávila (Continuación por ) | Guijuelo (Intersección con ) - Límite de la Provincia de Ávila (Continuación por ) | Guijuelo (Intersección con ) - Límite de la Provincia de Ávila (Continuación por ) | Guijuelo (Intersección con ) - Límite de la Provincia de Ávila (Continuación por ) | Guijuelo (Intersección con ) - Límite de la Provincia de Ávila (Continuación por ) | Guijuelo (Intersección con ) - Límite de la Provincia de Ávila (Continuación por ) | Guijuelo (Intersección con ) - Límite de la Provincia de Ávila (Continuación por ) |
| Esquema                                                                            | PK                                                                                 | Sentido Tamames                                                                    | Sentido Tamames                                                                    | Sentido Tamames                                                                    | Sentido Tamames                                                                    | Sentido Guijuelo                                                                   | Sentido Guijuelo                                                                   | Sentido Guijuelo                                                                   | Sentido Guijuelo                                                                   | Incidencias                                                                        |
| Esquema                                                                            | PK                                                                                 | Velocidad                                                                          | Elemento                                                                           | Salida                                                                             | Salida                                                                             | Salida                                                                             | Salida                                                                             | Elemento                                                                           | Velocidad                                                                          | Incidencias                                                                        |
| Esquema                                                                            | PK                                                                                 | Velocidad                                                                          | Elemento                                                                           | Dir.                                                                               | Nombre                                                                             | Nombre                                                                             | Dir.                                                                               | Elemento                                                                           | Velocidad                                                                          | Incidencias                                                                        |
| ---------------------------------------------------------------------------------- | ---------------------------------------------------------------------------------- | ---------------------------------------------------------------------------------- | ---------------------------------------------------------------------------------- | ---------------------------------------------------------------------------------- | ---------------------------------------------------------------------------------- | ---------------------------------------------------------------------------------- | ---------------------------------------------------------------------------------- | ---------------------------------------------------------------------------------- | ---------------------------------------------------------------------------------- | ---------------------------------------------------------------------------------- |
|                                                                                    | 0,0                                                                                |                                                                                    |                                                                                    | Salamanca                                                                          | Salamanca                                                                          | Salamanca                                                                          |                                                                                    |                                                                                    |                                                                                    |                                                                                    |
| Béjar Cáceres                                                                      | 0,0                                                                                |                                                                                    |                                                                                    |                                                                                    |                                                                                    |                                                                                    |                                                                                    |                                                                                    |                                                                                    |                                                                                    |
|                                                                                    | 0,3                                                                                |                                                                                    |                                                                                    | Guijo de Ávila                                                                     | Guijo de Ávila                                                                     | Guijo de Ávila                                                                     | Guijo de Ávila                                                                     |                                                                                    |                                                                                    |                                                                                    |
|                                                                                    | 0,9                                                                                |                                                                                    |                                                                                    | GUIJUELO                                                                           | GUIJUELO                                                                           | GUIJUELO                                                                           | GUIJUELO                                                                           |                                                                                    |                                                                                    |                                                                                    |
|                                                                                    | 1,6                                                                                |                                                                                    |                                                                                    | Aldeavieja de Tormes Todas direcciones                                             | Aldeavieja de Tormes Todas direcciones                                             | Aldeavieja de Tormes Todas direcciones                                             | Aldeavieja de Tormes Todas direcciones                                             |                                                                                    |                                                                                    |                                                                                    |
|                                                                                    | 4,5                                                                                |                                                                                    |                                                                                    | Río Tormes                                                                         | Río Tormes                                                                         | Río Tormes                                                                         | Río Tormes                                                                         |                                                                                    |                                                                                    |                                                                                    |
|                                                                                    | 7,4                                                                                |                                                                                    |                                                                                    | La Tala                                                                            | La Tala                                                                            | La Tala                                                                            | La Tala                                                                            |                                                                                    |                                                                                    |                                                                                    |
|                                                                                    | 8,5                                                                                |                                                                                    |                                                                                    | CESPEDOSA DE TORMES                                                                | CESPEDOSA DE TORMES                                                                | CESPEDOSA DE TORMES                                                                | CESPEDOSA DE TORMES                                                                |                                                                                    |                                                                                    |                                                                                    |
|                                                                                    | 9,2                                                                                |                                                                                    |                                                                                    |                                                                                    | Gallegos de Solmirón                                                               | Gallegos de Solmirón                                                               |                                                                                    |                                                                                    |                                                                                    |                                                                                    |
|                                                                                    | 9,2                                                                                | La Tala                                                                            |                                                                                    |                                                                                    |                                                                                    |                                                                                    |                                                                                    |                                                                                    |                                                                                    |                                                                                    |
|                                                                                    | 9,2                                                                                | Guijuelo                                                                           |                                                                                    |                                                                                    |                                                                                    |                                                                                    |                                                                                    |                                                                                    |                                                                                    |                                                                                    |
|                                                                                    | 9,5                                                                                |                                                                                    |                                                                                    | CESPEDOSA DE TORMES                                                                | CESPEDOSA DE TORMES                                                                | CESPEDOSA DE TORMES                                                                | CESPEDOSA DE TORMES                                                                |                                                                                    |                                                                                    |                                                                                    |
|                                                                                    | 17,1                                                                               |                                                                                    |                                                                                    | Bercimuelle                                                                        | Bercimuelle                                                                        | Bercimuelle                                                                        | Bercimuelle                                                                        |                                                                                    |                                                                                    |                                                                                    |
|                                                                                    | 17,5                                                                               |                                                                                    |                                                                                    | Bercimuelle Puente del Congosto                                                    | Bercimuelle Puente del Congosto                                                    | Bercimuelle Puente del Congosto                                                    | Bercimuelle Puente del Congosto                                                    |                                                                                    |                                                                                    |                                                                                    |
|                                                                                    | 21,7                                                                               |                                                                                    |                                                                                    | GALLEGOS DE SOLMIRÓN                                                               | GALLEGOS DE SOLMIRÓN                                                               | GALLEGOS DE SOLMIRÓN                                                               | GALLEGOS DE SOLMIRÓN                                                               |                                                                                    |                                                                                    |                                                                                    |
|                                                                                    | 21,7                                                                               |                                                                                    |                                                                                    | El Barco de Ávila                                                                  | El Barco de Ávila                                                                  | El Barco de Ávila                                                                  | El Barco de Ávila                                                                  |                                                                                    |                                                                                    |                                                                                    |
|                                                                                    | 21,9                                                                               |                                                                                    |                                                                                    | Armenteros                                                                         | Armenteros                                                                         |                                                                                    |                                                                                    |                                                                                    |                                                                                    |                                                                                    |
|                                                                                    | 22,1                                                                               |                                                                                    |                                                                                    |                                                                                    |                                                                                    | Armenteros                                                                         | Armenteros                                                                         |                                                                                    |                                                                                    |                                                                                    |
|                                                                                    | 22,2                                                                               |                                                                                    |                                                                                    | GALLEGOS DE SOLMIRÓN                                                               | GALLEGOS DE SOLMIRÓN                                                               | GALLEGOS DE SOLMIRÓN                                                               | GALLEGOS DE SOLMIRÓN                                                               |                                                                                    |                                                                                    |                                                                                    |
|                                                                                    | 23,305                                                                             |                                                                                    |                                                                                    | Piedrahíta                                                                         | Piedrahíta                                                                         | Piedrahíta                                                                         | Piedrahíta                                                                         |                                                                                    |                                                                                    |                                                                                    |